# Manado
Manado este un oraș din Indonezia.